# Medalla Hubbard

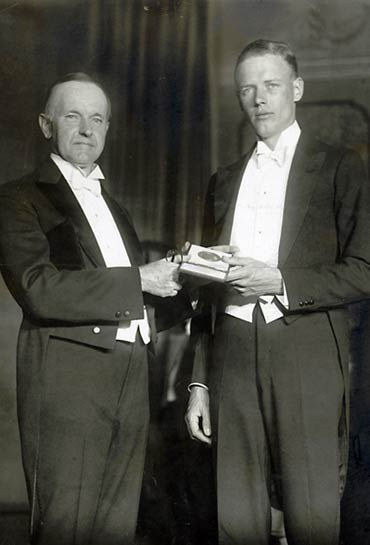
Charles Lindbergh recibe la Medalla Hubbard de manos del presidente Calvin Coolidge.

La Medalla Hubbard (Hubbard Medal, en inglés) es la máxima distinción otorgada por la National Geographic Society, en reconocimiento a logros obtenidos en la exploración, el descubrimiento y la investigación. Recibe su nombre en honor al abogado y financiero estadounidense Gardiner Greene Hubbard, primer presidente de la National Geographic Society. Está elaborada en oro y tradicionalmente su entrega la realiza el presidente de los Estados Unidos.

## Galardonados
| Año  | Nombre                                         | Profesión                                     | Motivo |
| ---- | ---------------------------------------------- | --------------------------------------------- | --- |
| 1906 | Robert Peary                                   | Explorador polar                              | El viaje más al norte realizado por un humano.                                                                             |
| 1907 | Roald Amundsen                                 | Explorador polar                              | El primero en transitar por el Paso del Noroeste.                                                                          |
| 1909 | Robert Bartlett                                | Explorador polar                              | El viaje más al norte hasta entonces.                                                                                      |
| 1910 | Ernest Shackleton                              | Explorador polar                              | [ 5 ] [ 3 ] |
| 1926 | Richard E. Byrd                                | Explorador polar/aviador                      | Primer vuelo sobre el Polo Norte.                                                                                          |
| 1927 | Charles Lindbergh                              | Aviador                                       | Primer vuelo en solitario a través del océano Atlántico.                                                                   |
| 1931 | Roy Chapman Andrews                            | Explorador                                    | Exploración del desierto de Gobi.                                                                                          |
| 1934 | Anne Morrow Lindbergh                          | Aviador                                       | Por ejercer de operador de radio y copiloto de su marido Charles en dos vuelos en 1931 y 1933.                             |
| 1935 | Orvil A. Anderson y Albert William Stevens     | Aeronautas                                    | Establecimiento de récord de ascenso en el globo Explorer II.                                                              |
| 1954 | Expedición británica al monte Everest          | Montañistas                                   | Primera ascensión del monte Everest (premio de grupo)                                                                      |
| 1958 | Paul Allen Siple                               | Explorador polar                              | Veterano de varias expediciones a la Antártida.                                                                            |
| 1959 | Arleigh Burke y George J. Dufek                | Oficiales de la Armada de los Estados Unidos  | Establecimiento de estaciones científicas en la Antártida.                                                                 |
| 1962 | John Glenn                                     | Astronauta                                    | Primer estadounidense en orbitar la Tierra                                                                                 |
| 1962 | Louis Leakey y Mary Leakey                     | Antropólogas                                  | [ 16 ] |
| 1963 | Norman Dyhrenfurth y su equipo                 | Montañistas                                   | Los primeros estadounidenses en ascender a la cima del monte Everest.                                                      |
| 1969 | Frank Borman, Jim Lovell y William Anders      | Astronautas                                   | Primer vuelo tripulado a la Luna.                                                                                          |
| 1970 | Neil Armstrong, Edwin Aldrin y Michael Collins | Astronautas                                   | El primer aterrizaje tripulado en la Luna.                                                                                 |
| 1978 | Marie Tharp y Bruce C. Heezen                  | Cartógrafos oceanográficos y geólogos         | Creación del primer mapa científico del fondo del océano Atlántico.                                                        |
| 1981 | John W. Young y Robert Crippen                 | Astronautas                                   | Primer vuelo del transbordador espacial.                                                                                   |
| 1994 | Richard Leakey                                 | Antropólogo                                   | |
| 1995 | Jane Goodall                                   | Primatóloga y antroóloga                      | [ 23 ] |
| 1996 | Robert Ballard                                 | Explorador oceanográfico                      | Descubrimiento del pecio del RMS Titanic                                                                                   |
| 1999 | Bertrand Piccard y Brian Jones                 | Aeronautas                                    | Primera circunvalación al mundo en globo aerostático sin escalas.                                                          |
| 2000 | Matthew Henson                                 | Explorador polar                              | Compañero del primer galardonado, Robert Peary. Premiado póstumamente (no fue galardonado en su momento debido a su raza). |
| 2010 | Don Walsh                                      | Oceanógrafo                                   | Inmersión con el batiscafo Trieste.                                                                                        |
| 2012 | Jacques Piccard                                | Oceanógrafo                                   | Primera expedición a la fosa de las Marianas (otorgada póstumamente).                                                      |
| 2013 | Sylvia Earle James Cameron E. O. Wilson        | Bióloga Director de cine/explorador Biólogo   | Explotación marina. Investigación biológica.                                                                               |
| 2015 | George Schaller                                | Biólogo                                       | Por su compromiso con el bienestar de las especies más amenazadas del mundo.                                               |
| 2016 | Meave Leakey Nainoa Thompson                   | Paleoantropólogo Navegante                    | [ 31 ] [ 32 ] |
| 2017 | Neil deGrasse Tyson                            | Astrofísico, escritor y divulgador científico | [ 33 ] |
| 2018 | Peter H. Raven                                 | Biólogo y ambientalista                       | [ 1 ] |